# Amaliendorf-Aalfang
Amaliendorf-Aalfang est une commune autrichienne du district de Gmünd en Basse-Autriche.